# Abdesslem Bousri
Abdesslem Bousri (en árabe: عبد السلام بوسري‎; n. Jijel, 28 de enero de 1953) es un ex-futbolista argelino que jugó en la demarcación de delantero principalmente para el MC Alger.

## Biografía
Debutó como futbolista en 1971 con el MC Alger. Justo en la temporada de su debut, ganó la Championnat National de Première Division y la Recopa del Magreb. Ya en 1973, tras ganar la Copa de Argelia, también se convirtió en el Máximo goleador del Championnat National de Première Division, título que obtuvo un total de cinco veces, obteniendo el récord hasta la fecha. También ganó en cuatro ocasiones más el Championnat National de Première Division y en dos más la Copa de Argelia. También formó parte del equipo que ganó la Copa Africana de Clubes Campeones 1976. En 1980 hizo una prueba con el AS Cannes durante un año, por lo que finalmente estuvo un año sin jugar. Posteriormente volvió al MC Alger hasta 1983, año en el que fichó por el Olympique de Médéa. Tras otra temporada en el JS Bordj Ménaïel volvió al MC Alger, donde se retiró en 1987.

## Selección nacional
Jugó un total de ocho partidos con la selección de fútbol de Argelia, haciendo su debut el 9 de junio de 1977 contra Zambia en un partido que finalizó con 2-0 a favor del conjunto argelino. Además participó en los Juegos Mediterráneos de 1979, donde ganó la medalla de bronce, y un gol suyo contra Túnez propició el pase a semifinales. Su octavo y último partido lo disputó el 10 de junio de 1983 contra Uganda.

## Clubes
| Club               | País    | Año         |
| ------------------ | ------- | ----------- |
| MC Alger           | Argelia | 1971 - 1983 |
| Olympique de Médéa | Argelia | 1983 - 1984 |
| JS Bordj Ménaïel   | Argelia | 1984 - 1985 |
| MC Alger           | Argelia | 1985 - 1987 |

## Palmarés

### Campeonatos nacionales
| Título                                    | Club     | País    | Año  |
| ----------------------------------------- | -------- | ------- | ---- |
| Championnat National de Première Division | MC Alger | Argelia | 1972 |
| Championnat National de Première Division | MC Alger | Argelia | 1975 |
| Championnat National de Première Division | MC Alger | Argelia | 1976 |
| Championnat National de Première Division | MC Alger | Argelia | 1978 |
| Championnat National de Première Division | MC Alger | Argelia | 1979 |
| Copa de Argelia                           | MC Alger | Argelia | 1973 |
| Copa de Argelia                           | MC Alger | Argelia | 1976 |
| Copa de Argelia                           | MC Alger | Argelia | 1983 |

### Campeonatos internacionales
| Título                            | Club     | País    | Año  |
| --------------------------------- | -------- | ------- | ---- |
| Recopa del Magreb                 | MC Alger | Argelia | 1972 |
| Recopa del Magreb                 | MC Alger | Argelia | 1974 |
| Copa Africana de Clubes Campeones | MC Alger | Argelia | 1976 |

### Distinciones individuales
| Título                                                        | Club     | País    | Año  |
| ------------------------------------------------------------- | -------- | ------- | ---- |
| Máximo goleador del Championnat National de Première Division | MC Alger | Argelia | 1973 |
| Máximo goleador del Championnat National de Première Division | MC Alger | Argelia | 1978 |
| Máximo goleador del Championnat National de Première Division | MC Alger | Argelia | 1979 |
| Máximo goleador del Championnat National de Première Division | MC Alger | Argelia | 1982 |
| Máximo goleador del Championnat National de Première Division | MC Alger | Argelia | 1983 |